# 御母衣ダム
御母衣ダム（みぼろダム）は、岐阜県大野郡白川村、一級河川・庄川本流最上流部に建設されたダムである。
電源開発（J-POWER）が管理する発電専用ダムで、高さ131メートルと日本屈指の規模のロックフィルダムである。只見川の奥只見ダム、田子倉ダムと共に「OTM」の頭文字で呼ばれ、同社を代表する水力発電所の一つである。ダム湖は御母衣湖（みぼろこ）。水没予定地から移植された荘川桜のエピソードでも知られる。

## 沿革

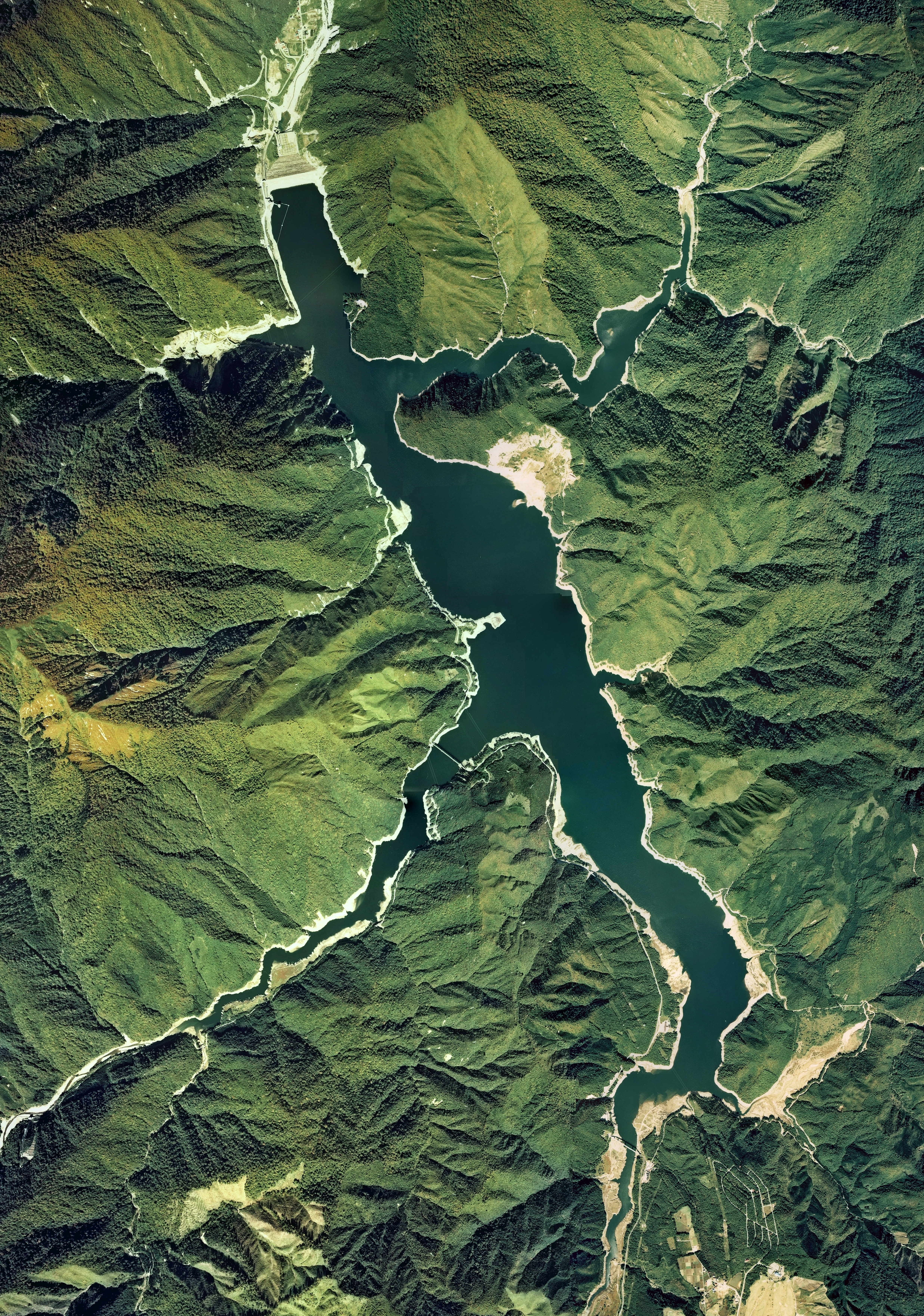
御母衣ダム湖周辺の空中写真。（1977年撮影の9枚より合成作成）。

### 計画の発足
庄川は太平洋と日本海の分水嶺に当たる烏帽子岳付近を水源とし、白山連峰と飛騨高地の山間を概ね北に向けて流れ、富山湾に注ぐ北陸地方における大河川の一つである。流域の大部分は山岳地帯で占められ、シベリアから吹く季節風によって冬季は豪雪地帯となる。また夏も台風の通り道になりやすく、全般的に多雨気候である。降り注いだ雨は険しいV字谷を形成する峡谷を急流となって流れ、日本海に注ぐ。急流で水量の多い庄川は水力発電を行うには理想的な川であり、大正時代から黒部川や常願寺川など近隣を流れる河川と共に水力発電所の建設が進められていた。
1926年（大正15年）に白山水力電気が平瀬発電所の運転を開始したことに始まる庄川の電力開発は、浅野財閥総帥であった浅野総一郎の庄川水力電気により1930年（昭和5年）に小牧ダムが完成、当時日本屈指の出力7万2,000キロワットの小牧発電所が運転を開始した。同年昭和電力が小牧ダム上流に祖山ダム・祖山発電所を完成させ、以後庄川は下流から上流に向かってダム式発電所の建設が進められていった。民間で進められた事業は戦時体制の進展に伴い誕生した日本発送電によって庄川水系の電力施設は接収、1942年（昭和17年）には小原ダム・小原発電所が完成する。その日本発送電が1951年（昭和26年）に電気事業再編成令によって分割・民営化されると、庄川水系の電力施設は旧庄川水力電気・昭和電力の流れをくむ関西電力が継承し、成出・椿原・鳩谷の各ダム・発電所が建設された。しかしこれらのダムと発電所は余りある庄川の水量を十全に活用できるほどの貯水池を持たず、電力需要の多くなる冬季に発電能力を発揮しきれなかった。このため庄川の最上流部に巨大なダムを建設し、それによって形成される大容量貯水池によって下流の水量を安定化させ、下流に建設された発電所の出力を増強する必要があった。
すでにこうした問題は戦時中より指摘されており、終戦後日本発送電は庄川での新規開発地点を検索。その結果先述の理想をかなえ得る地点として1947年（昭和22年）現在のダム地点を調査対象に選定した。1950年（昭和25年）には「荘白川貯水池計画」としてダム計画の骨子が固まり、日本発送電分割・民営化後は関西電力が計画を引き継いだ。

### ロックフィルダムの採用
当初は高さ120メートル、総貯水容量約3億2,000万立方メートルの重力式コンクリートダムとして計画されていたが、その後計画は大きな壁にぶつかる。その原因は地質の脆弱（ぜいじゃく）さにあった。この一帯は断層が多くまた崩落の激しい地質で、1585年（天正13年）には大地震によってダム地点直下にあった帰雲城ががけ崩れで埋没し城主内ヶ島氏理一族が滅亡するという歴史もあった。事業の重要性と困難性に鑑み、発足したばかりの関西電力では工事の遂行が困難であると見た政府は1952年（昭和27年）に発足した特殊法人・電源開発に事業を移管させる方針とした。これは電源開発促進法第12条第2項に定められた電源開発が行うべき開発理由である「河川等に係る大規模又は実施の困難な電源開発」に御母衣地点が該当するためであり、同年の第3回電源開発調整審議会で正式に電源開発が事業主体となることが決定。以後関西電力に地質調査を代行させながら事業を進めた。
地質調査の進捗に伴い、地質の劣悪さがさらに判明していった。建設地点を何箇所か変更しても結果は同じであり、重力式では事業費が高騰することが予想された。電源開発は地質が弱くても建設が可能なロックフィルダムによる建設の検討を開始する。当時、建設省（現・国土交通省）が岩手県に石淵ダム（胆沢川）を、また岐阜県が小渕ダム（久々利川）をロックフィルダムとして完成させていたが何れも中小規模であり、高さ100メートルを超えるロックフィルダムの建設は日本では実施されていなかった。電源開発はアメリカ合衆国より技師や地質学の専門家を度々招聘して助言を受け、さらに各電力会社の土木部長や土木学の専門家を現地視察に招いて意見を求めた。この頃は朝鮮戦争に伴う特需景気で工業地帯の生産力が飛躍的に向上し日本経済は活性化に向かっており、一層の経済発展にはさらなる電力の供給が不可欠であった。また民間の電力需要も急上昇していたが当時の日本は戦時中の物資不足や空襲による施設破壊により発電施設が絶対的に不足していたため電力の需要と供給が著しく不均衡な状態に陥っており、慢性的な電力不足による度々の停電に悩まされていた。従って安定した電力供給は日本経済の発展と治安維持の両面で喫緊の課題となり、早急な電力開発は国策にもなっていた。
早急な新規電力開発、および電気料金に影響を及ぼさない費用対効果の観点より出た結論はロックフィルダムの採用であり、1954年（昭和29年）に御母衣ダム計画は日本初の大規模ロックフィルダム計画としてスタートした。

## 補償
ダムの建設される地域は白川村と大野郡荘川村にまたがる。かつて「下下の国」と呼ばれコメの収穫がほとんど見込まれなかった飛騨国において、この地域は貴重な穀倉地帯であり、かつ木材運搬などで豊かな土地柄であった。ダム建設に伴い174世帯・230戸が水没し約1,200人が移転を余儀無くされることから、水没予定地の住民は猛然とダム建設計画に反対した。
反対運動は1952年に国会で電源開発促進法が審議されていた段階から始まった。それは同法により誕生する電源開発がダム計画の事業主体になることが推測されたことによる。背景にはこの土地が冬季の豪雪より身を守るために培われた地域風土があった。すなわち過酷な気候を克服するため住民は家長を中心とする大家族主義によって生活基盤を成し、家長のリーダーシップによって厳しい生活を乗り切っていた。保守的な考えを持つ家長の権限は絶対で、父祖伝来の土地を失うことに彼らは強烈に抵抗した。また除雪作業や合掌造りの建て替えなどを通じ強固な地域共同体が年月を掛けて形成されていたことで、縦と横の関係が結合して一致団結した反対運動につながった。またダム建設より白川村と荘川村の両村が水没対象となるが、ダム建設により支払われる固定資産税は水没地域の大半を占める荘川村ではなく、ダム本体が建設される白川村に支払われることで荘川村住民の犠牲が大きくなることも理由にあった。従って反対運動は荘川村の方が激しかった。
1952年6月、水没対象となる230戸は「御母衣ダム反対期成同盟」を結成し一致団結して反対運動に当たる。電源開発は同年11月より交渉を開始して工事用地の買収に取り掛かるが同盟会はこれに反発し反対運動は激化した。ところが反対運動の先鋭化を疑問視する住民達が現れ、56戸の住民が同盟会を脱退し交渉に応じる姿勢を見せた。危機感を募らせた残る174戸の住民は一層の団結を図るべく同盟会を改称、会員の意思として「絶対」と「死守」の語を加えた「御母衣ダム絶対反対期成同盟死守会」を結成し一歩も引かない姿勢を取った。この「死守会」において先頭に立ったのは書記長に就任した女性住民の若山芳枝であった。翌1953年（昭和28年）2月には先に同盟会を脱退した住民と、後に死守会を脱退した住民の合わせて76戸が交渉に応じて移転契約に応じた。しかし先に述べた地質問題でダム地点を移動したことで移転契約に応じた住民の移転が不可能となり、全くの膠着状態に陥る。当時は田子倉ダム補償事件など日本各地でダム建設に伴う補償問題がクローズアップされており、国会でも御母衣ダムの問題が議論された。当時の第2次鳩山内閣は電力行政を管轄する石橋湛山通商産業大臣に1955年（昭和30年）水没予定住民の生活実態調査の実施を指示するなど、対策に頭を悩ませた。
調査完了後内閣は声明を発表し「すみやかに補償交渉を再開して予算の範囲内で協力者より推進を図る」方針が下された。この結果8月には交渉が再開されて50戸との補償交渉が完了したが、「死守会」とは話し合いすらできない状態が続いた。膠着状態を打開するため電源開発初代総裁で第2次鳩山内閣の経済審議庁長官でもある高碕達之助は自ら何度も現地を訪れ、「死守会」のメンバーと対談した。高碕は時に涙を流しながら膝詰めで話し合いを行い、真情を吐露して住民の理解に努めた。また電源開発副総裁である藤井崇治は1956年（昭和31年）5月8日に現地を訪問し、「死守会」住民に対し『幸福の覚書』という補償交渉の基本姿勢を提示した。それは以下の内容である。
御母衣ダムの建設によって、立ち退きの余儀ない状況にあいなった時は、貴殿が現在以上に幸福と考えられる方策を我社は責任をもって樹立し、これを実行するものであることを約束する。
この『幸福の覚書』提示と続く8月に庄川補償対策本部を設置して覚書に沿った誠意ある交渉を行うことによって、頑なに交渉を拒否していた「死守会」も態度を軟化させ交渉に応じる姿勢を取った。こうして足掛け7年にも及んだ補償交渉は1959年（昭和34年）11月「死守会」の解散によって全て終了し、全水没世帯との補償交渉は妥結した。この解散式の直後より、後述する荘川桜のエピソードが始まる。
『幸福の覚書』に見られる電源開発の補償交渉に臨む姿勢は高碕の理念に沿ったものであり、佐久間ダム（天竜川）や田子倉ダム（只見川）、手取川ダム（手取川）など電源開発が携わるダム事業のほとんどで見られた。このため大規模なダム計画であっても電源開発のダム事業は比較的短期間で事業を完了している。こうした住民重視の姿勢は現在のダム補償の基本姿勢である「住民の合意形成なしにはダム建設は行えない」の端緒でもある。これと対照的だったのが建設省で、同時期発生した蜂の巣城紛争（筑後川）や沼田ダム計画反対運動（利根川）、川辺川ダム（川辺川）がそれを物語っている。
なお、ゲーム・アニメ『ひぐらしのなく頃に』で登場する雛見沢ダム計画とダム反対運動のストーリーは御母衣ダムをモチーフにしており、作中に登場する「鬼ヶ淵死守同盟」という組織名は「死守会」より、ダムや記念碑は御母衣ダムのそれをモデルにしている。

## 荘川桜

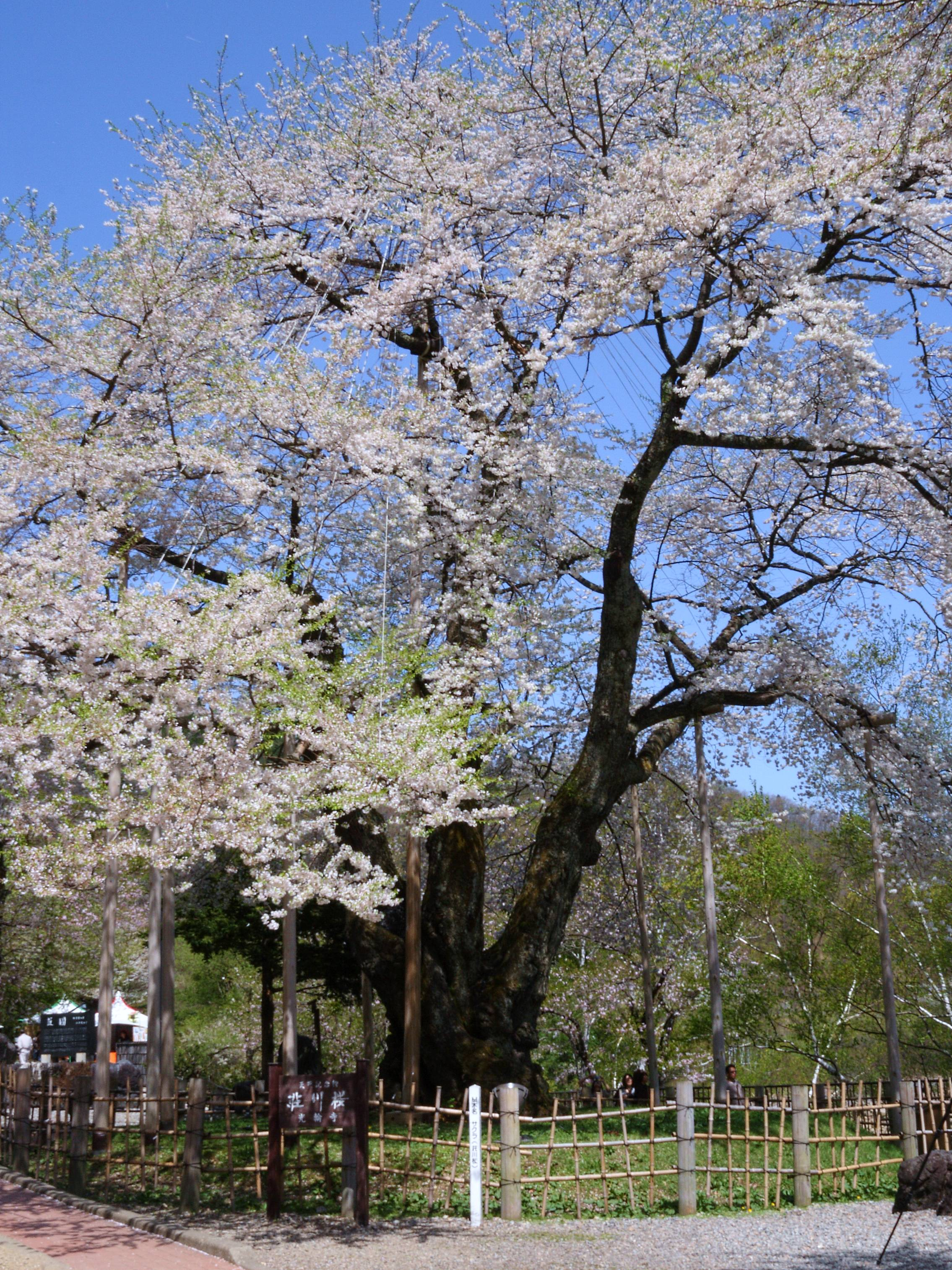
荘川桜

御母衣ダムを語る上で欠かせないエピソードとして「荘川桜」の移植事業がある。
「御母衣ダム絶対反対期成同盟死守会」解散式の後、高碕は水没予定地を元「死守会」書記長・若山芳枝らと共に歩いていた。光輪寺に差し掛かった時、樹齢400年以上に及ぶアズマヒガンザクラ（エドヒガン）に目が留まった。見事なその枝振りを見た高碕は同行していた電源開発社員にサクラの保護を要請。さらに当時サクラ研究の第一人者として「桜博士」とあだ名されていた笹部新太郎にサクラの移植を依頼した。湖底に沈む予定の光輪寺のサクラ（重量約35トン）と照蓮寺のサクラ（重量約38トン）を200メートル上の山腹に引き上げ、約1,500メートル移動させるという前例がなく途方もない依頼に当初笹部は断ろうとしたが、高碕の熱意に折れてこの事業の総指揮を執ることとなった。
1960年（昭和35年）、高碕と笹部は愛知県豊橋市の造園業者・庭正造園の丹羽政光の助力を得て本格的な移植作業に取り掛かった。だが移植方法を巡って笹部と丹羽の意見が対立した。サクラは外傷に弱い樹木であり、少々の枝折れ等で簡単に立ち枯れするようなデリケートな植物であった。このためサクラに精通する笹部は枝も根も伐採せずに移植することを主張したが、丹羽はあまりにも巨木であるため伐採なしの移動は不可能として真っ向から対立した。その後丹羽は根などを計測するが、多くの根が張っていることと若い根が予想以上に多かったことから職人としての長年の経験と勘に基づき、笹部が不在の際に独断で枝・根の伐採を行い移植を開始した。移植作業はダム本体工事を担当する間組も共同で実施、ブルドーザーやクレーンなど大型機械を駆使して慎重に吊り上げ、国道156号沿いの湖岸予定地に1960年12月24日に移植が完了した。
根も枝も幹も伐採され無残な姿を晒した2本の老木を目の当たりにした笹部は、あまりのことに愕然としたといわれる。総責任者であった笹部には水没予定地の住民や植物学者、果てはマスコミに至るまで全国各地から非難の声が寄せられたという。笹部も後日「移植に失敗したら、桜研究から完全に身を引く覚悟であった」と回想した。だが、翌1961年の春、サクラは移植場所に根付く「活着」に成功し蕾を付けた。明くる1962年（昭和37年）には移植された老木の傍に水没記念碑が建立され、500名の旧住民と高碕・笹部が集まった。この時高碕は「計画発表以来移転を余儀なくされる住民の皆様の幸せを願いながらダム事業を進めてきました。皆様の犠牲は国づくりに大きく役立っております」という旨の挨拶を行い、途中感極まって涙したと笹部は後に記している。
さらに移植から10年後の1970年（昭和45年）春、2本の老木は満開の花を咲かせ、11年に及ぶ荘川桜の移植事業は成功に終わった。高碕と丹羽はすでに亡くなっていたが、笹部や水没地の元住民は桜の移植場所に集合し、事業の成功を喜び合った。その後も水没地の元住民が毎年春に集まり、高度経済成長の礎として湖底に没した故郷をしのんだ。この荘川桜移植事業は世界でも前例がないものであり、「世界植物史上の奇跡」とまでいわれた。
サクラは建設当時副総裁として補償交渉に携わった第4代総裁の藤井崇治によって「荘川桜」と命名された。これには1964年（昭和39年）、笹部が受け取った高碕からの手紙の中に「桜の名前を取り決めておきたい」という文言があって、それが契機となっている。この手紙が高碕の絶筆となっており、病床にあっても桜を思う高碕の気持ちを窺い知ることができる。1966年（昭和41年）12月13日には岐阜県の天然記念物に指定されている。荘川桜は現在でも電源開発が保守・管理を直轄で実施しており、実際の手入れは現在も一貫して庭正造園が手掛けている。荘川桜はその後移植前よりもさらに枝葉を伸ばしているが、「死守会」書記長であった若山が荘川桜のすぐ傍らに二世を植樹、さらに全国各地にも荘川桜二世が移植され花を咲かせている。例年4月下旬からゴールデンウィーク頃が見頃であり、春の飛騨高山祭りと共に飛騨地方に春を告げる風物詩にもなっている。水上勉はこの荘川桜の顛末を『桜守』という小説に著した。
ダム付近を通る国道156号で運行されていた国鉄バス名金急行線の車掌であった佐藤良二は、丹羽から荘川桜の移植前から活着後までの全てを写真で記録することを依頼された。開花した荘川桜に感動した佐藤は「太平洋と日本海をサクラで結ぼう」運動を行った。このエピソードは1994年（平成6年）には映画化、2009年（平成21年）には読売テレビ放送開局50周年記念としてテレビドラマ化もされた。この運動によって桜が植えられた街道沿いを走る「さくら道国際ネイチャーラン」などのスポーツ行事が行われている。

## ダムの特徴
工事については1957年（昭和32年）5月よりダム本体建設に際し川の流れを工事現場より迂回させる仮排水路工事が実施され、翌1958年（昭和33年）4月より本体工事に取り掛かった。日本初の大規模ロックフィルダム建設については総事業費の高騰も予想されたため電源開発は国際復興開発銀行（世界銀行）より1,000万ドルの融資、および政府外債3,000万ドル発行に基づく財政投融資による資金援助が行われた。なお政府外債の発行はこの事案が戦後最初である。ダム工事は材料となる岩石を採取するため1957年9月27日から1960年9月19日までの約3年間に26回の発破が行われ、使用した火薬の量は1,676トンに及んだ。こうして堤体積795万立方メートルにもなる巨大なロックフィルダムの原料が確保され、佐久間ダム建設で培われた大型重機の駆使による盛り立てが2年5ヶ月の間実施された。そして1960年10月にダム本体は完成、翌月より試験的に貯水を行いダム本体や周辺への影響を検証する試験湛水が実施され、1961年（昭和36年）に完成した。
完成当時はその規模から「東洋一のロックフィルダム」、「20世紀のピラミッド」とも称された。高さではロックフィルダムとして日本第五位である。ダムは水を遮る壁である遮水壁（しゃすいへき）が斜めに傾いている傾斜土質遮水壁型ロックフィルダムという型式であり、2009年現在300箇所を超える日本のロックフィルダムにおいては希少な型式である。ダムの堤体積は佐久間ダムの7.5倍、旧丸の内ビルの41倍にも及び、ダム直下の国道156号やピーアール施設である「MIBOROダムサイドパーク　御母衣電力館」からその巨大な堤体を望める。膨大な量の体積はダムの安定化に重要な役割を有し、ダム完成直後の1961年8月19日に発生した北美濃地震においてダム地点では震度5の強震を記録し、御母衣第2発電所付近の建設現場では地すべりが発生し4名の犠牲者を出す被害となったが、ダム本体は損害を受けずロックフィルダムの耐震性に対する信頼が増大した。御母衣ダムにおける施工経験はその後の日本におけるロックフィルダム建設、さらには大規模重力式コンクリートダムの建設技術の基礎となった。

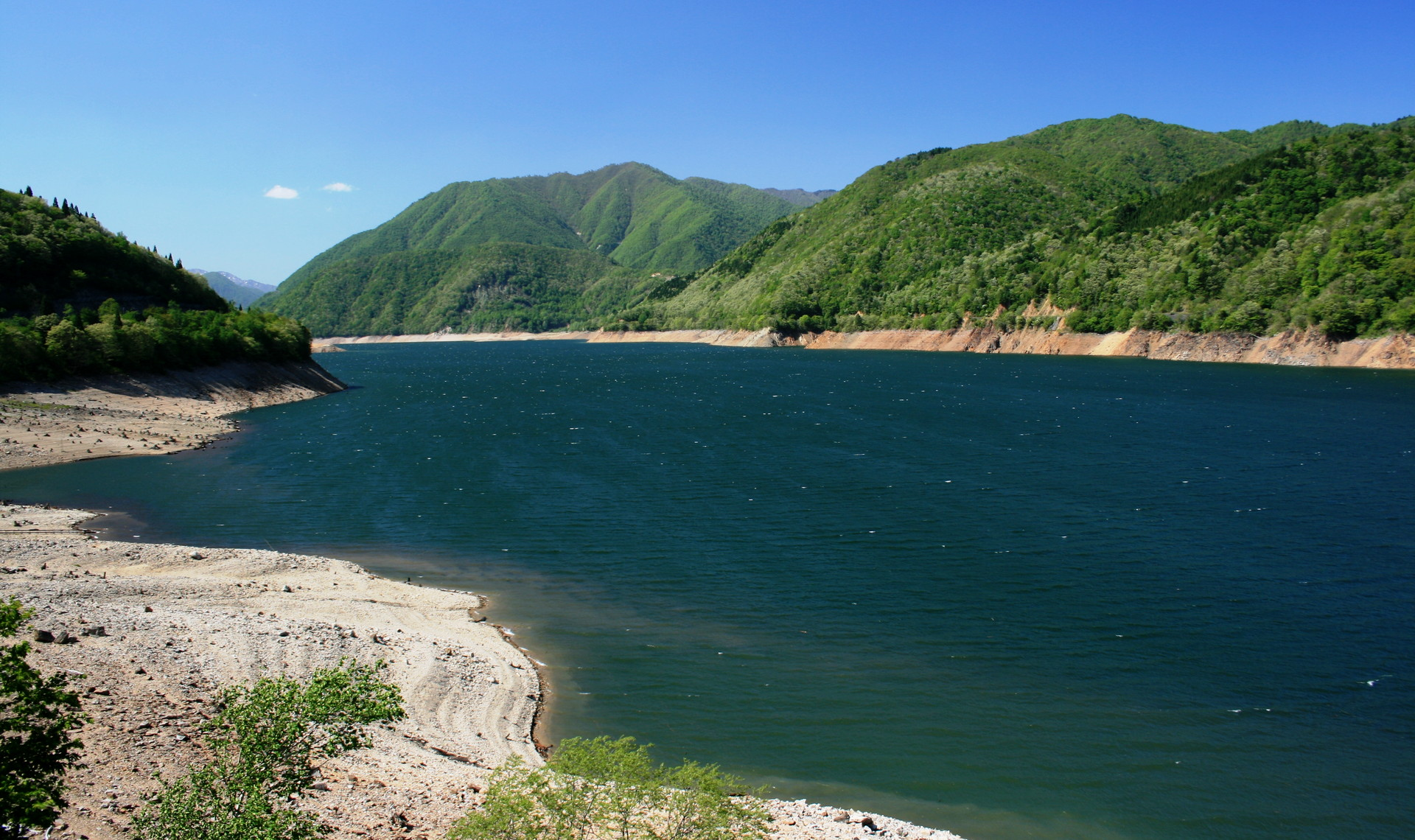
御母衣湖

ダムによって形成された御母衣湖もダム同様日本屈指の規模の人造湖である。湖の総貯水容量3億7,000万立方メートルはロックフィルダムでは同じ岐阜県にある徳山ダム（揖斐川）に次いで日本で第二位、湖の表面積である湛水面積880ヘクタールは徳山ダム、九頭竜ダム（九頭竜川）に次いで日本で第三位の規模である。
なお、御母衣ダムは水力発電専用であり、多目的ダムのように洪水調節といった治水目的は有していない。しかし莫大な貯水容量を有することから台風や豪雨に際して行われる放流で庄川の下流沿岸地域に与える影響は大きい。このため1966年（昭和41年）5月、河川行政を管轄する建設省は御母衣ダムのような利水専用ダムに対して河川法に規定された「ダムに関する特則」を遵守させるために通達を発令した。この建設省河川局長通達・建河発第一七八号において御母衣ダムは第一類ダムに指定されている。第一類ダムとは豪雨や台風に伴う放流による下流への影響を防ぐために、予め貯水池に洪水を貯水できる空き容量を確保して異常気象時に備えることが必要とされたダムを指す。このため夏季には予備放流を実施してダム湖の水位を下げ、洪水の際にはそれを貯留する役割を持つ。御母衣ダムは治水目的を持たないが、この通達によって多目的ダムを本流に有さない庄川の治水安全度向上において重要な位置を占めている。

## 御母衣発電所

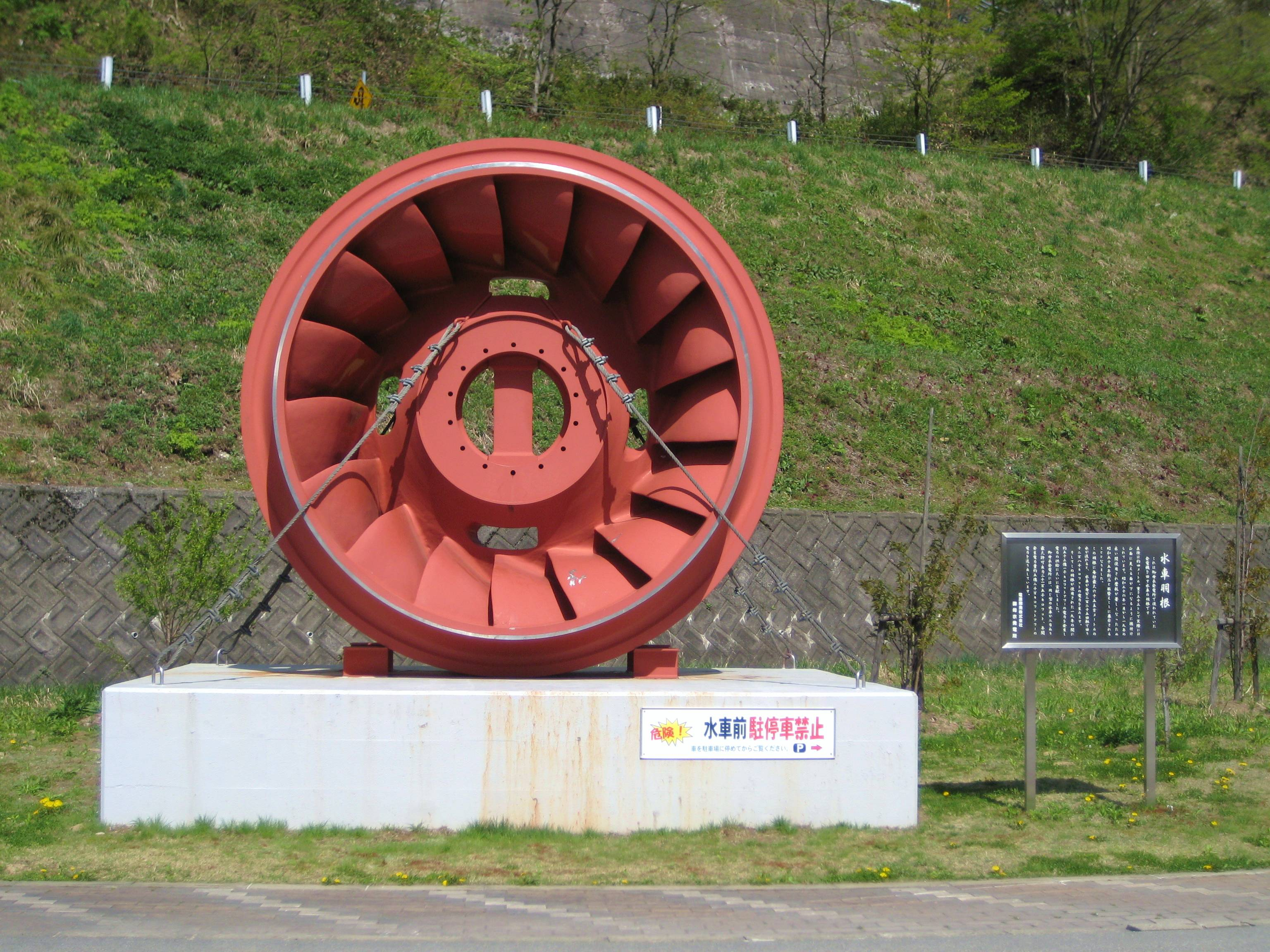
御母衣発電所で使用されていた水車（御母衣電力館）

御母衣発電所（みぼろはつでんしょ）は御母衣ダム直下の地下に建設された水力発電所である。認可（最大）出力は21万5,000キロワットで、揚水発電を除いた一般水力発電所としては日本でも有数の出力を持つ水力発電所である。当初は最大14万2,000キロワットの地上式発電所として計画されていたが、当時関西電力が御母衣ダム直下流に建設していた鳩谷ダム・発電所との間にある落差を有効利用するためダム左岸地下に建設が変更され、同時に出力も7万3,000キロワット増強された。発電所はダム試験湛水中の1961年1月より16万キロワットの一部運転を始め、御母衣湖が満水になった同年5月より全面運転を開始し、運用がスタートした。ダム堤体のすぐ下流岸にある地上施設は発電所ではなく、開閉所などの送電用施設である。対岸には電源開発のPR施設MIBOROダムサイドパーク 御母衣電力館・荘川桜記念館があり、電気の仕組みなどを学ぶことができる。
発電所で生み出された電力は御母衣幹線と呼ばれる送電線網で中部電力と関西電力に供給される。関西電力へはダム堤体下流にある開閉所から関西電力新北陸幹線に直接接続されるルートと、岐阜県関市にある関開閉所において丸山・新丸山発電所など木曽川水系の発電所群で生み出された電力を送電する関西電力丸山幹線に接続されるルートがあり、それぞれ京都市などへ送電される。一方中部電力へは関開閉所から名古屋変電所に至るルートで名古屋市などへ送電される。この御母衣幹線の完成で東は只見川の水力発電所群から西は御母衣発電所までの広域送電網が完成し、太平洋ベルト地帯における夏季や冬季の電力消費ピーク時の電力融通が可能となった。特にダム完成年の1961年冬、極端な異常渇水と火力発電所事故による電力危機が発生したが御母衣発電所は佐久間発電所、奥只見発電所、田子倉発電所と連携して緊急に発電することにより、非常事態を乗り切ることができた。ところが1965年（昭和40年）6月22日、御母衣ダム近傍の幹線の一部ががけ崩れによってダム堤体下流の開閉所と送電線間が遮断され、これが送電系統保護上の盲点事故であったため急激な周波数低下へと発展し、供給先の関西地方で大規模な停電事故が発生した。この御母衣事故と、同年11月に発生したニューヨーク大停電を契機に御母衣発電所屋外開閉所などの改良工事が行われ、不測の事態に対応した。これ以降事故は発生せず、御母衣発電所は中部・近畿の電力需要に貢献している。
電源開発は御母衣発電所運転開始後も庄川の開発を進め、ダム直下流で庄川に合流する大白川に御母衣第二発電所を1963年（昭和38年）12月に運転開始した。これは大白川に高さ95メートルのロックフィルダムである大白川ダムを建設して御母衣湖までの落差460メートルを利用した発電を行い、最大5万9,200キロワットを発電すると同時に御母衣発電所の出力増強を図るものである。また1971年（昭和46年）11月には御母衣湖に注ぐ尾上郷川の支流である大黒谷川に大黒谷ダムと尾上郷発電所（2万キロワット）の運転が開始されている。関西電力も既存の水力発電所再開発を進め、新祖山・新小原・新成出・新椿原の発電所群を1970年代に完成させ、庄川水系は日本屈指の電源地帯の一つになった。現在は庄川における新規の電力開発は行われておらず、治水を主目的とした河川総合開発事業・利賀ダムが国土交通省によって支流の利賀川に施工中である。

## 観光
ダム周辺には観光地が多い。下流には帰雲城跡や世界遺産に登録された白川郷、五箇山合掌集落がある。白川郷と五箇山間の国道156号は通称「飛越峡合掌ライン」と呼ばれ、橋を渡るたびに岐阜・富山県境が入れ替わる。上流にはひるがの高原があり、冬季はスキー客で賑わう。この地域は太平洋と日本海の分水嶺に当り、北麓に降った雨は庄川に流入して日本海に、南麓に降った雨は長良川に流入して太平洋に注ぐ。秋にはこの付近一帯は見事な紅葉で彩られる。またこの周辺はダム密集地帯でもあり、庄川本流・支流のダム群のほか東には下小鳥ダム（小鳥川）、西には手取川ダムがある。
周辺を通る主要道路はかつて国道156号しかなかったが、2008年（平成20年）7月5日に東海北陸自動車道が全線開通し、高山市内とともに名古屋市・富山市からのアクセスが格段に向上した。名古屋市方面からは荘川インターチェンジより国道156号を北上、富山市方面からは白川郷インターチェンジより南下すると到着する。白川郷からは白山白川郷ホワイトロードが石川県白山市まで通じており、6月から11月の間は通行が可能である。